# Terrence Frederick
Terrence Frederick (Katy, 10 febbraio 1990) è un giocatore di football americano statunitense che gioca nel ruolo di cornerback per i New Orleans Saints della National Football League (NFL). Fu scelto nel corso del settimo giro (246º assoluto) del Draft NFL 2012 dai Pittsburgh Steelers. Al college ha giocato a football a Texas A&M.

## Carriera professionistica

### Pittsburgh Steelers
Frederick fu scelto dagli Steelers nel corso del settimo giro del Draft NFL 2012.

### New York Giants
Passato ai Giants, Frederick debuttò come professionista giocando 2 partite e mettendo a segno 2 tackle nella sua stagione da rookie.

### Cleveland Browns
Nel 2013, Frederick firmò con la squadra di allenamento dei Cleveland Browns.

### New Orleans Saints
Nel 2014, Frederick passò ai New Orleans Saints.

## Statistiche
| Partite totali      | 2 |
| Partite da titolare | 0 |
| Tackle totali       | 2 |
| Sack                | 0 |
| Intercetti          | 0 |

Statistiche aggiornate alla stagione 2013